# Gaber 96/97
Gaber 96/97 è un doppio album dal vivo del cantautore italiano Giorgio Gaber, pubblicato nel 1997 e venduto esclusivamente nei teatri durante le rappresentazioni.
È la registrazione dello spettacolo omonimo.

## Tracce
Testi di Gaber e Luporini, musiche di Gaber.
Disco 1
1. La sedia da spostare
2. E pensare che c'era il pensiero
3. Il successo
4. Il filosofo overground
5. Secondo me la donna
6. Proposito di amare
7. Sogno in due tempi
8. Canzone della non appartenenza
9. La realtà è un uccello
10. Quando sarò capace di amare

Disco 2
1. Il grido
2. Quello che perde tutto
3. Canzone dell'appartenenza
4. La democrazia
5. Il conformista
6. L'America
7. I barbari
8. La nuova coscienza
9. Destra-Sinistra

## Formazione
- Giorgio Gaber - voce
- Gianni Martini - chitarre
- Claudio De Mattei - basso
- Luigi Campoccia - tastiere
- Luca Ravagni - tastiere e fiati
- Enrico Spigno - batteria

### Produzione
- Gianni Neri - ingegneria del suono